# Musica leggerissima
Musica leggerissima è un singolo del duo musicale italiano Colapesce Dimartino, pubblicato il 3 marzo 2021 come primo estratto dalla riedizione dall'album in studio I mortali².
Il brano è stato eseguito per la prima volta in gara al Festival di Sanremo 2021 la sera del 2 marzo, accompagnati durante le esibizioni dalla campionessa mondiale di pattinaggio su rotelle Paola Fraschini. Il brano, classificatosi al quarto posto, ha vinto il premio della Sala stampa Radio-TV-Web "Lucio Dalla".
Il brano si è rivelato un grande tormentone dell'estate ed ha vinto il premio SIAE di RTL 102.5 per l'estate 2021. È stato remixato, tra gli altri, da Giorgio Moroder e da Cerrone.

## Descrizione
Per ammissione degli stessi autori il ritornello rielabora la linea melodica di In a Manner of Speaking dei Tuxedomoon (1985) mescolando le sonorità della musica italiana degli anni settanta e ottanta. La canzone è stata accostata a We Are the People degli Empire of the Sun (2008) e Figlio di un re di Cesare Cremonini (2009), ma le accuse di plagio sono state respinte poiché «il pezzo è costruito su un accordo di Re minore suonato in strumming. Ci sono centinaia di canzoni pop fatte così, che sono uscite ben prima di quella degli Empire of the Sun, i brani utilizzano un giro armonico simile su melodie diverse». In un'intervista a Rolling Stone, Colapesce e Dimartino ricordano inoltre che «il Re minore è l’accordo del sentimento popolare» e che la progressione di accordi utilizzata «è tipica della musica popolare, prendi i pezzi di Rosa Balistreri o molta musica napoletana».
Così come hanno rivelato i produttori Giordano Colombo e Federico Nardelli, il brano è stato modificato per il Festival di Sanremo con la rimozione di una sezione strumentale e l'anticipazione della melodia del ritornello su suggerimento di Amadeus. Scritta nel settembre del 2020, all'arrangiamento hanno partecipato Adele Altro, in arte Any Other, per i cori, e il violinista Davide Rossi, noto come arrangiatore degli archi in Viva la vida dei Coldplay.

## Video musicale
Il video, diretto da Zavvo Nicolosi, è stato pubblicato contemporaneamente all'uscita del singolo sul canale YouTube dei due artisti.
Esso è stato girato nella Sicilia sud orientale: in particolare a Floridia, Catania e Solarino, quest'ultimo luogo di nascita di Colapesce. È stato deciso di girare in quest'area sia per questioni economiche, per i costi di spostamento e di location, sia per mettere in risalto l'ambiente siciliano.

## Tracce
Download digitale
1. Musica leggerissima – 4:00

Download digitale – Cerrone Remix
1. Musica leggerissima (Cerrone Remix) – 4:18

Vinile 45 giri
1. Musica leggerissima – 4:00
2. Povera patria

## Classifiche

### Classifiche settimanali
| Classifica (2021) | Posizione massima |
| ----------------- | ----------------- |
| Croazia           | 88                |
| Italia            | 1                 |
| Svizzera          | 35                |

### Classifiche di fine anno
| Classifica (2021) | Posizione |
| ----------------- | --------- |
| Italia            | 7         |

## Riconoscimenti
- 2022 – Videoclip Italia Awards[19]
  - Miglior videoclip indie

## Versione di Ana Mena
Il 25 novembre 2021 la cantante spagnola Ana Mena ha pubblicato una versione spagnola del brano, dal titolo Música ligera, terzo singolo estratto dal secondo album in studio Bellodrama.

### Classifiche

#### Classifiche settimanali
| Classifica (2022) | Posizione massima |
| ----------------- | ----------------- |
| Spagna            | 11                |

#### Classifiche di fine anno
| Classifica (2022) | Posizione |
| ----------------- | --------- |
| Spagna            | 41        |